# Сушко, Лука Григорьевич
Лука Григорьевич Сушко (укр. Лука Григорович Сушко; 16 октября 1919 — 11 сентября 2011) — участник Великой Отечественной войны. Генерал-майор (2008). Герой Украины (1999).

## Биография
Родился 16 октября 1919 года в с. Вербки Летичевского района Хмельницкой области в бедной крестьянской семье.
В Красной Армии с 1939 года. Учился в пехотном, а потом в танковом военном училище.
Участник Великой Отечественной войны с октября 1941 года в составе 21-й танковой дивизии Ленинградского фронта. В январе 1942 года назначен начальником разведки − заместителем начальника штаба по разведке 104-й танковой бригады. В 1944 году — начальник штаба 105-го танкового полка, а с января 1945 года — заместитель командира 84-го гвардейского танкового полка 6-й гвардейской танковой армии. Отличился в марте — апреле 1945 года при проведении Венско-Балатонской наступательной операции, в боях за освобождение столицы Австрии — Вены.
Участник советско-японской войны в августе — сентябре 1945 года.
После войны, в 1945—1949 годах — командир 84-го танкового полка.
С 1949 года по состоянию здоровья переведён на нестроевые должности: начальник военно-учебного танкового центра, председатель Куйбышевского обкома ДОСААФ, военный комендант округа Потсдам (Германия), старший преподаватель тактики в ВУЗах Киева.
С 1975 года — в отставке. После увольнения работал в издательстве «Радянська школа», Государственном архиве Украины.
Указом Президента Украины от 5 мая 2008 года за № 417/2008 «отмечая большие заслуги ветерана в защите Отечества, активное участие в общественной жизни в мирное время» полковнику в отставке Сушко Л. Г. присвоено воинское звание «генерал-майор».
Умер 11 сентября 2011 года. Похоронен на Берковецком кладбище.

## Награды и отличия
- Герой Украины (награждён орденом «Золотая Звезда» Героя Украины № 2, 27.10.1999 — за личное мужество и героизм, проявленные в боях с фашистскими захватчиками во время Великой Отечественной войны 1941—1945 годов).
- Награждён орденом Красного Знамени, двумя орденами Отечественной войны I степени, орденом Отечественной войны II степени, двумя орденами Красной Звезды, орденом Богдана Хмельницкого 3-й степени, орденом «За мужество» 3-й степени, более 30 медалями СССР (в том числе медалью «За боевые заслуги»), Украины, общественных организаций, а также иностранными наградами.
- Почётный сотрудник ГУР МО Украины.
- Почётный член Фонда ветеранов военной разведки.